# Mordella mixta
Mordella mixta es una especie de coleóptero de la familia Mordellidae.

## Distribución geográfica
Habita en las Molucas (Indonesia) y en Taiwán.